# Chomérac
Chomérac település Franciaországban, Ardèche megyében. Lakosainak száma 3094 fő (2022. január 1.). Chomérac Alissas, Coux, Flaviac, Rochessauve, Saint-Bauzile, Saint-Lager-Bressac és Saint-Symphorien-sous-Chomérac községekkel határos.

## Népesség
A település népességének változása:
| Lakosok száma | 1702 | 1968 | 2306 | 2643 | 2990 | 3051 | 3030 | 3015 | 3004 | 3094 |
|               | 1968 | 1982 | 1990 | 2006 | 2013 | 2015 | 2017 | 2019 | 2020 | 2022 |